# 斜齒杯口麗魚
斜齒杯口麗魚（学名：Cyathochromis obliquidens）為輻鰭魚綱鱸形目隆頭魚亞目慈鯛科的其中一種，分布於非洲馬拉威湖流域，棲息深度1-6公尺，體長可達15公分，棲息在植被生長的淺水域，雄魚具有領域性，以藻類及樹葉為食，生活習性不明，可做為觀賞魚。